# 川越線
川越線（かわごえせん）は、埼玉県さいたま市大宮区の大宮駅から同県川越市の川越駅を経由して同県日高市の高麗川駅に至る、東日本旅客鉄道（JR東日本）の鉄道路線（幹線）である。

## 概要
埼玉県の県庁所在地であるさいたま市から西へ向かい、川越市を経由して日高市の高麗川駅までを結ぶ路線であるが、早朝時間帯の南古谷駅始発の下り列車を除き、川越駅を境に東西に運転系統が分断されている。川越駅以東（大宮駅 - 川越駅）の区間では、埼京線を介した東京臨海高速鉄道りんかい線新木場駅までの直通運転と、相鉄線直通列車として埼京線および相鉄新横浜線を介した相模鉄道本線海老名駅までの直通運転が行われ、車内に掲示してある路線図には、「埼京線・川越線」との表示がなされている。川越駅以西（川越駅 - 高麗川駅）の区間では、八高線の八王子駅までの直通運転が行われており、車内に掲示してある路線図には、「川越線・八高線」との表示がなされている。
全線が旅客営業規則の定める大都市近郊区間の「東京近郊区間」およびIC乗車カード「Suica」の首都圏エリアに含まれる。
旅客案内で使用されるラインカラーは、埼京線直通運転区間である大宮駅 - 川越駅間は緑（■）、川越駅 - 高麗川駅間ではグレー（■）である。ただし、大宮駅はグレー（■）を使用している。

## 歴史
1922年の改正鉄道敷設法の制定・施行当初、別表の「建設予定線」に、川越線に相当する路線は含まれていなかった。その後、1934年に、東北本線と八高線を短絡して中央本線のバイパスとするため、この別表に「埼玉県大宮ヨリ川越ヲ経テ飯能附近ニ至ル鉄道」が追加された（別表第50号ノ4）。東海道本線と東北本線を東京を経由せずに結ぶという「軍事的な危機管理政策」の観点から必要とされたこともあり、この別表への追加と同時に「建設線」となり、同年中に直ちに着工された。川越線開通を報じる当時の朝日新聞埼玉版の見出しには、「帝都防備の使命も重く」との記載がある。川越線は、このような異例のスピードで建設が進められ、1940年に全線が一度に開業した。
一方、大宮 - 川越間には、1906年開通の路面電車として西武大宮線が走っていたが、川越線の開通に伴い利用が激減し、1940年12月に運休し、翌1941年に廃線となった。
川越線は、昭和40年代（1965-1974年）以降、沿線人口の急増に伴い、利用客も増加した。一方、単線・非電化のまま抜本的な輸送力の増強対策がとられず、「1時間に1本か2本、ラッシュ時でも3本」という運行本数であったために、1980年頃には「国電なみの混雑」が指摘されるに至った。1980年5月17日には、沿線市町による「国鉄川越線複線電化促進協議会」が発足している。
その後、1985年の埼京線開業に伴い、埼京線と川越線の大宮駅 - 川越駅間との直通運転が開始された。同時に、川越線は大宮駅 - 日進駅間が複線化されるとともに、川越駅以西も含む全線が電化された。埼京線と川越線との直通運転は、埼京線の車両基地を、川越線の南古谷駅付近に新設したことに伴う（川越電車区、現在の川越車両センター）。埼京線は、当初は大宮駅以北を高崎線と併走させる計画であったが、埼京線区間に車両基地を設置する用地が確保できず、川越線沿線に車両基地を求めることとなった。これに伴い、川越線は都市近郊の通勤路線としての性格を強めることとなり、利用客もさらに増加した。
2002年には埼京線を介して東京臨海高速鉄道りんかい線との直通運転を開始し、相鉄線直通列車として2019年には埼京線・相鉄新横浜線を介して相鉄本線と相互直通運転を開始した。
一方川越線は、都市近郊の通勤路線としての性格が強いにもかかわらず、大宮駅 - 日進駅の1駅間を除くほぼ全線が依然として単線であり、運行本数も日中毎時3往復と少ない状態にある（ただし、平日朝の指扇駅 - 大宮駅間の上りのみは最大8本）。電化以後の大きな路線改良は、2009年開業の西大宮駅に行き違い設備が造られたのみである。
2015年には、利用客が微増傾向にあるにもかかわらず、川越駅 - 高麗川駅の日中時間帯が毎時3往復から2往復へと、五日市線・青梅線とともに減便となり、戦中戦後の混乱期を除いた国鉄時代を含め首都圏郊外路線で初の本数減となり、さらに2019年のダイヤ改正では相鉄線との直通運転が開始された一方で、大宮駅 - 川越駅間で朝夕に減便した。

### 年表

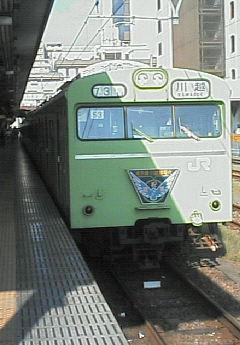
川越線電化20周年号（2005年10月 八王子駅）

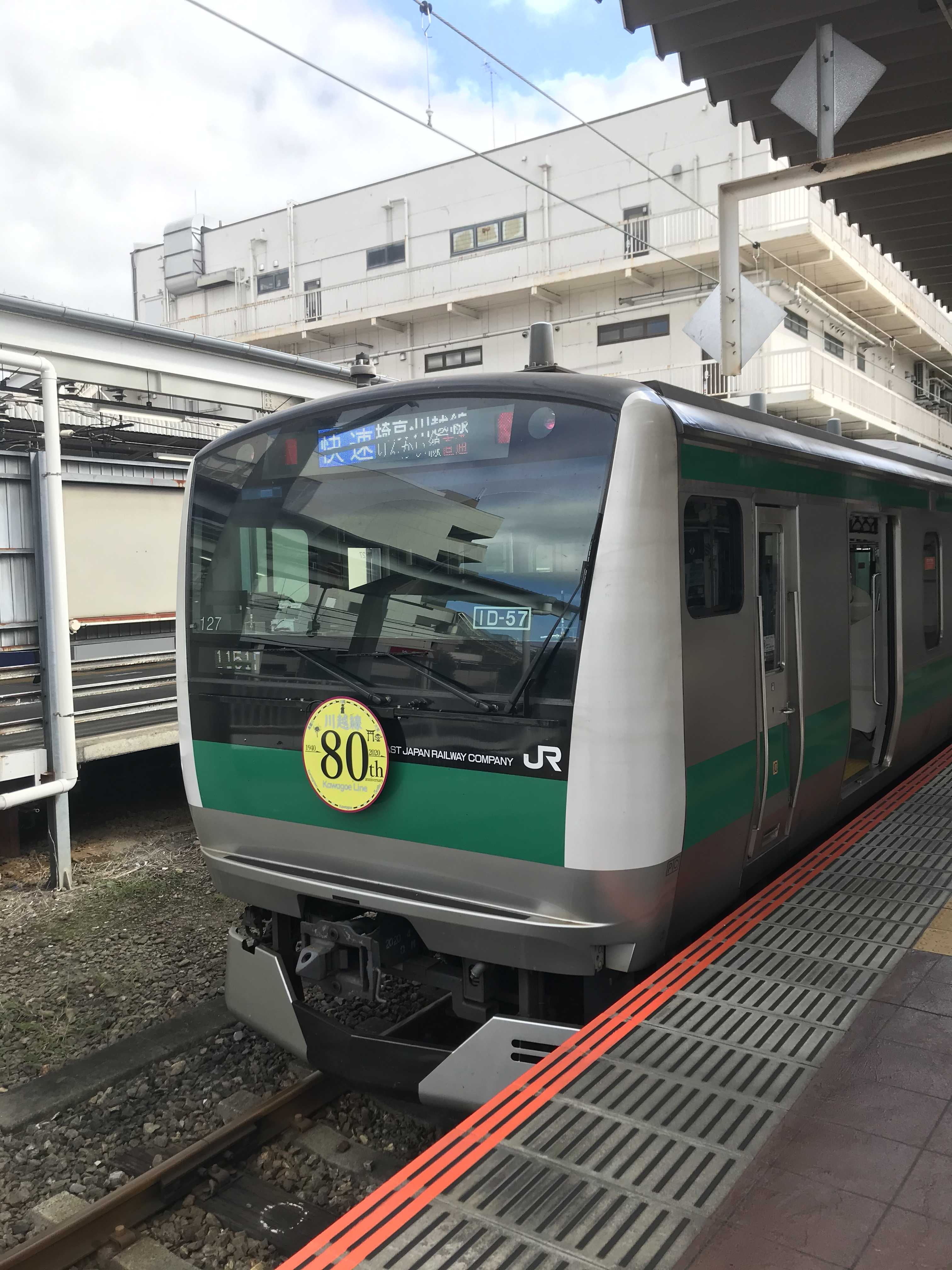
80周年記念ヘッドマークを掲出したE233系7000番台 宮ハエ127編成。川越駅にて撮影

- 1940年（昭和15年）7月22日：大宮駅 - 高麗川駅間 (30.6 km) が開業。日進駅・指扇駅・南古谷駅・川越駅・西川越駅・的場駅・笠幡駅・武蔵高萩駅が開業。
- 1980年（昭和55年）5月17日：大宮・川越・日高・飯能4市町による「国鉄川越線複線電化促進協議会」が発足。
- 1985年（昭和60年）9月30日：全線電化。大宮駅 - 日進駅間が複線化。大宮駅 - 川越駅間で埼京線と直通運転開始。
- 1987年（昭和62年）4月1日：国鉄分割民営化に伴い東日本旅客鉄道が承継、全線の貨物営業が廃止。
- 1989年（平成元年）12月1日：川越駅 - 高麗川駅間にATS-SNを導入[6]。
- 1996年（平成8年）3月16日：川越駅 - 高麗川駅間で八高線（高麗川駅 - 八王子駅間）と直通運転開始。
- 2002年（平成14年）12月1日：埼京線経由で東京臨海高速鉄道りんかい線と相互直通運転開始。
- 2005年（平成17年）
  - 8月6日：大宮駅 - 武蔵高萩駅間に東京圏輸送管理システム (ATOS) が導入。
  - 10月2日：103系3000番台ハエ53編成により、川越線電化開業20周年記念列車が一般運用で運転され、103系営業運転終了。
- 2008年（平成20年）3月1日：日進駅 - 武蔵高萩駅間の有人駅は、南古谷駅・川越駅を除いてジェイアール宇都宮企画開発からの駅員派遣に変更。
- 2009年（平成21年）3月14日：西大宮駅が開業。日中の単線区間での列車交換駅が指扇駅・川越駅から西大宮駅・南古谷駅に変更され、川越駅5・6番線ホームは日中の使用が停止される。
- 2015年（平成27年）3月14日：ダイヤ改正により、日中時間帯の川越駅 - 高麗川駅間の運転本数を毎時3本から2本に減便[新聞 1]。
- 2019年（令和元年）
  - 10月12日：令和元年東日本台風の影響により、西川越駅 - 的場駅間の入間川橋りょうで、橋脚周りが洗掘する被害を受ける[報道 1]。
  - 11月30日：相鉄線直通列車の運転を開始（早朝の一部列車）。
- 2020年（令和2年）7月22日：開業80周年を迎えたことを記念し、記念ヘッドマークの列車の運転、車掌による特別アナウンス、各駅のホーム柱駅名標への80周年オリジナルデザインの装飾などが行われる[7]。
- 2022年（令和4年）3月12日：川越駅 - 高麗川駅間（と南古谷駅 - 川越駅間の一部）でワンマン運転開始。
- 2023年（令和5年）3月2日：21時50分に指扇駅 - 南古谷駅間の単線区間で上りと下りの電車が同一線路に進入し、約600m付近まで接近するトラブルが発生。上下の列車11本が運休となり、3月3日の午前1時に運転が再開された[8]。
- 2026年（令和8年）7月1日（予定）：支社制から事業本部制への再編に伴い、大宮支社管轄区間を大宮事業本部、八王子支社管轄区間を八王子事業本部の管轄とする[9]。

## 運行形態

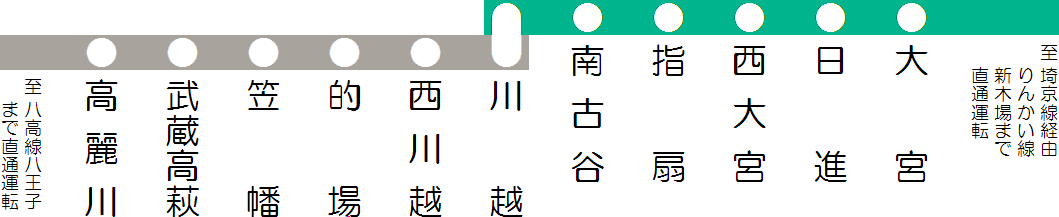
路線図

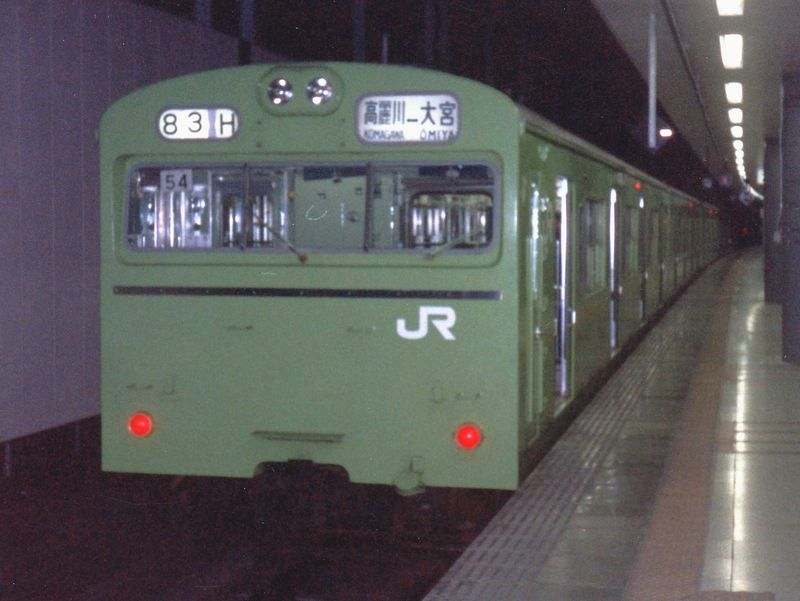
1989年3月までは、大宮駅 - 高麗川駅間直通の電車も存在した。

早朝時間帯に運転される南古谷駅発高麗川駅行きや八王子駅行きの下り列車を除いて途中の川越駅で運転系統が分断されており、大宮駅 - 川越駅間では埼京線と直通運転を行い、川越駅 - 高麗川駅間では川越線内折り返し運転と八高線への直通運転がある。直通先の路線でトラブルや大幅なダイヤの乱れが発生した時には直通運転を中止し、線内で折り返し運転を行う場合がある。
川越線全線を直通する列車はないが、全線非電化だったころは大宮駅から八高線東飯能駅まで乗り入れる気動車列車も設定され、1985年3月14日の電化後も1989年3月10日までは大宮駅 - 高麗川駅間を直通する電車が設定されていた。

### 大宮駅 - 川越駅間
埼京線・東京臨海高速鉄道りんかい線と一体の運転系統として運行されている。大宮駅 - 川越駅間を運転する全定期列車が埼京線と直通運転を行い、りんかい線直通の新木場駅発着の列車も運転されている。多くの列車は埼京線内は快速・通勤快速として運転されるが、ともに川越線内は各駅に停車する。
列車は川越駅発着が基本であるが、川越車両センターからの車両出庫のため、早朝・夕方と平日の朝ラッシュ時間帯の一部に指扇駅発の上り列車も設定されている。また、2009年（平成21年）3月14日改正で早朝に南古谷駅発の上り列車が1本新設された。川越駅 - 川越車両センター間には回送列車が設定されている（川越駅構内では車両の夜間滞泊は行わない）。

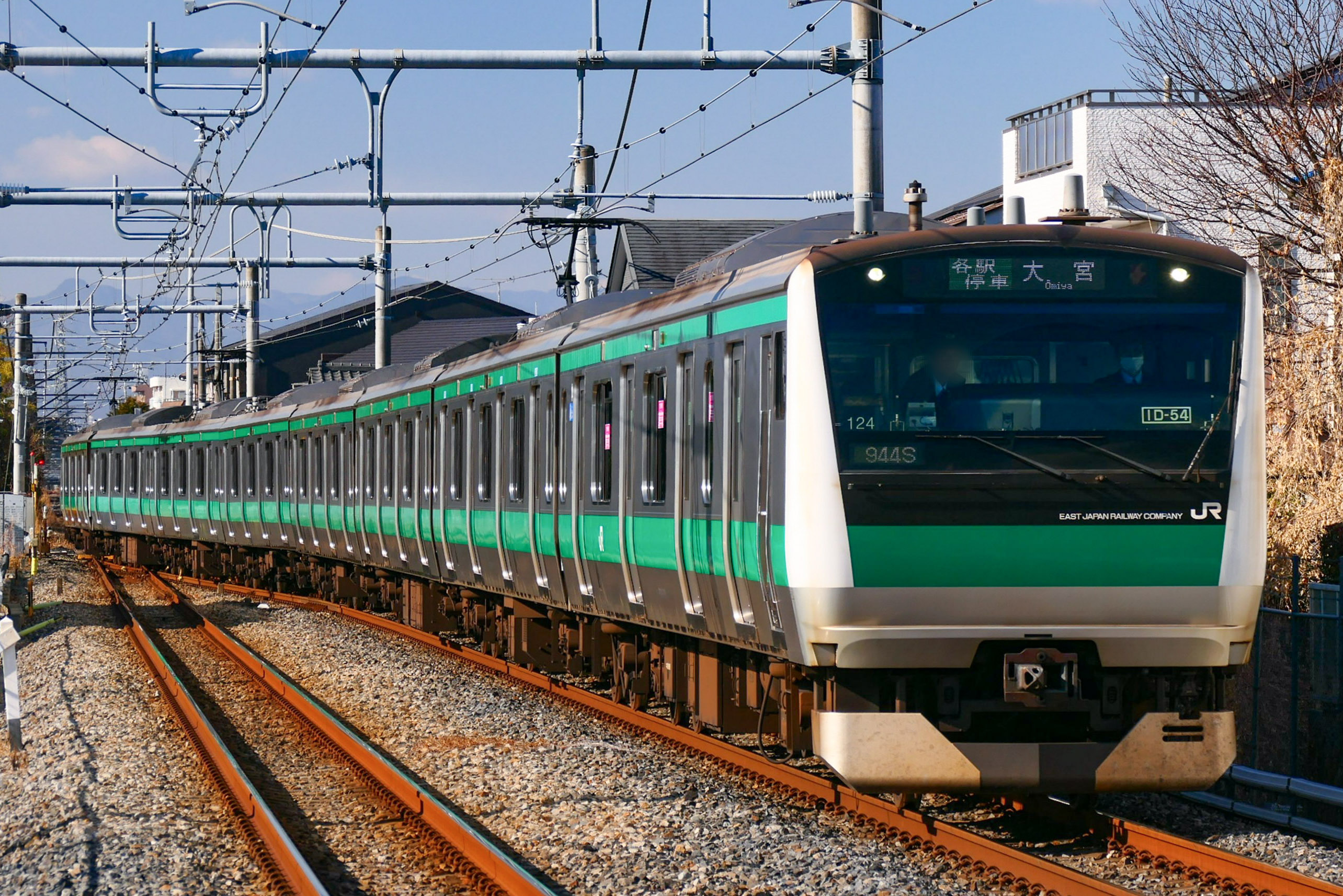
直通運転中断時のみ運転される大宮止まり
（2025年2月 西大宮駅）

当区間では指扇駅 - 南古谷駅間の荒川を鉄橋で越える関係上、悪天候（特に強風）による影響を受けやすく、埼京線との直通運転がしばしば中止される。このため、川越車両センターからの出庫を早朝に、入庫を深夜に集中的に行うダイヤとし、朝夕ラッシュ時を含む大半の時間で出入庫しないことで、混乱時にはすぐに大宮駅で直通運転を中断できるようにしている。
相模鉄道（相鉄）とJR東日本との直通運転が2019年（令和元年）11月30日に開始された。川越線には朝の一部列車が直通運転する。直通運転開始時点の相鉄線直通列車は、平日上りは指扇発海老名行きが1本（埼京線内は各駅停車、相鉄線内も各停として運転）、平日下りは海老名発川越行きが2本（相鉄線内は特急、埼京線内は通勤快速として運転）、土休日上りは川越発海老名行きが1本（埼京線内は快速、相鉄線内は特急として運転されているが、2021年3月13日改正以降は相鉄線内は各停に変更）設定されているほか、指扇発海老名行きが2本（埼京線内は2本とも各駅停車として運転し、相鉄線内はそれぞれ1本が特急・各停として運転）、土休日下りは海老名発川越行き（相鉄線内は各停、埼京線内は快速として運転）が設定されている。
2021年3月13日改正以降は、新たに平日朝上りに川越発の海老名行きが1本（埼京線内は通勤快速、相鉄線内は各停）が設定された。
日中はりんかい線新木場駅発着の快速が1時間あたり3本（20分に1本）運転されており、このうち2本は川越駅で高麗川方面の列車と接続する。この時間帯は西大宮駅と南古谷駅で上下列車の交換が行われる。2015年（平成27年）3月14日のダイヤ改正により、川越駅 - 高麗川駅間が日中時間帯において30分間隔に減便されて運転間隔が合わなくなったために、上りで13分、下りで15分の接続時間となる列車が生じており、さらに3本のうち1本は高麗川方面への接続が行われなくなった。
上述の通り電化開業から数年間は、日中に大宮駅 - 高麗川駅間を直通する列車（3両編成）が存在していたが、埼京線の快速列車の運転を30分間隔から20分間隔に、川越駅 - 高麗川駅間の運転を20分・40分の交互間隔から20分間隔に統一したことに伴い、川越駅 - 高麗川駅間の運転に短縮された。
使用されている車両のLED表示は、路線名と行き先を交互に表示している。東京臨海高速鉄道70-000形およびかつて運用されていた205系は、川越線区間（異常時の大宮駅 - 川越駅間折り返しも含む）の走行でも「埼京線」と表示され、りんかい線直通新木場行きの場合は「りんかい線直通」と表示されたため、LED表示に「川越線」と表示されることはない。E233系ではLED表示器に、大宮方面行きは「埼京・川越線」もしくは「埼京・川越線 りんかい線直通」、相鉄線直通の場合は「埼京・川越線 相鉄線直通」の他に「相鉄線内○○」（各停か特急）といった相鉄線内の種別も表示される。川越方面行きは「川越線」と表示される。
東京臨海高速鉄道70-000形車内ドア上の停車駅案内は、新木場駅 - 川越駅間のみが記載されており、川越駅 - 高麗川駅間各駅の表記がない。ただし高麗川方面への乗り換え案内表記はある。2009年3月14日に西大宮駅が開業し停車駅案内がリニューアルされるまでは、川越駅の乗り換え案内表記も東武東上線のみで高麗川方面への乗り換えが表記されておらず、車掌による川越駅到着前の高麗川方面への乗り継ぎ案内放送で補っていた。なお、この案内放送は現在も継続されている。
- 列車番号の末尾の英字：各駅停車…K 快速…F 通勤快速…S[11]

### 川越駅 - 高麗川駅間
八高線八王子駅 - 高麗川駅間と一体の運転系統として運行されている。およそ半数の列車は八高線と相互直通運転を行い、残りの半数ほどは高麗川駅発着となっている。こちらも列車は川越駅発着が基本であるが、川越車両センターからの出庫のため、早朝の3本のみ南古谷発となっている。八高線電化時からこのような形態となったが、八高線との相互直通運転開始当時は、拝島駅から青梅線を経由して立川駅に発着する列車が少ないながら設定されていた（1999年12月3日に廃止）。
日中時間帯は30分間隔で運転されており、川越駅では大宮方面の電車と接続する（同一ホーム乗り換えが可能）。的場駅で上下列車の交換が行われる。この時間帯はすべて八高線八王子駅発着である。
2015年3月13日までは、川越駅 - 高麗川駅間の日中時間帯の運転間隔は、大宮駅 - 川越駅間と同様の20分間隔であり、川越駅における大宮方面列車との接続時間は上下線とも約3分であった。一方当時は、直通先である八高線の八王子方面との運転間隔（30分）とは合っておらず、八高線と直通する列車には高麗川駅で長時間停車するものがあった。翌14日のダイヤ改正では、通過人員が緩やかに増加している中にあって、日中時間帯の運転本数が八高線八王子方面の列車とあわせる形で30分間隔に減らされた。
なお、夏と冬の期間限定でおもに列車交換時や長時間停車時を中心にドアの開閉をボタン式に設定していたが、2006年12月1日から通年でドアの開閉がボタン式に変更された。
2022年3月12日のダイヤ改正より、直通先の八高線と同様にワンマン運転が開始された。
列車番号の末尾の英字はH（八高線内は、川越方面行きは｛川越線内の番号+1｝+E、八王子方面行きは｛川越線内の番号-1｝+Eとなる）。

### 女性専用車
女性専用車は埼京線と同じく、平日の朝7時30分 - 9時40分に新宿駅に到着する大崎方面行全電車と夜23時以降に新宿駅を発車する下り全電車で設定され、ともに設定車両は大崎方先頭車両である10号車となっている。

## 使用車両

### 現在の使用車両
電化後は、すべて4ドアの通勤形電車が使用されている。他社車両である70-000形を除き、川越車両センターに所属する車両が運用されている。大宮駅 - 川越駅間は埼京線・東京臨海高速鉄道りんかい線と共通の車両が使われ、川越駅 - 高麗川駅間は八高線と共通で、半自動扉などの寒冷地対策を実施した車両が使われる。このほか、相鉄12000系が試運転や輸送障害時、川越車両センターまつりの際に入線しているが、通常時の営業運転での入線実績はない。
- 大宮駅 - 川越駅間（10両編成）
  - E233系7000番台：後述の205系を置き換えるため、2013年6月30日より運用を開始した[報道 4][13] 。車体の帯色は埼京線の車体色である緑（■）。拡幅車体で定員は205系より約1割増加するため、6扉車は連結していない。
  - 東京臨海高速鉄道70-000形（東臨運輸区所属）：車体の帯色はエメラルドグリーンと青（■■）。
  - 相模鉄道12000系：定期列車では入線しないが、輸送障害などでダイヤが乱れた際などにのみ入線する。
- 川越駅 - 高麗川駅間（4両編成）：車体の帯色はオレンジとウグイス色（■■）。
  - 209系3500番台[14]
  - E231系3000番台[15]

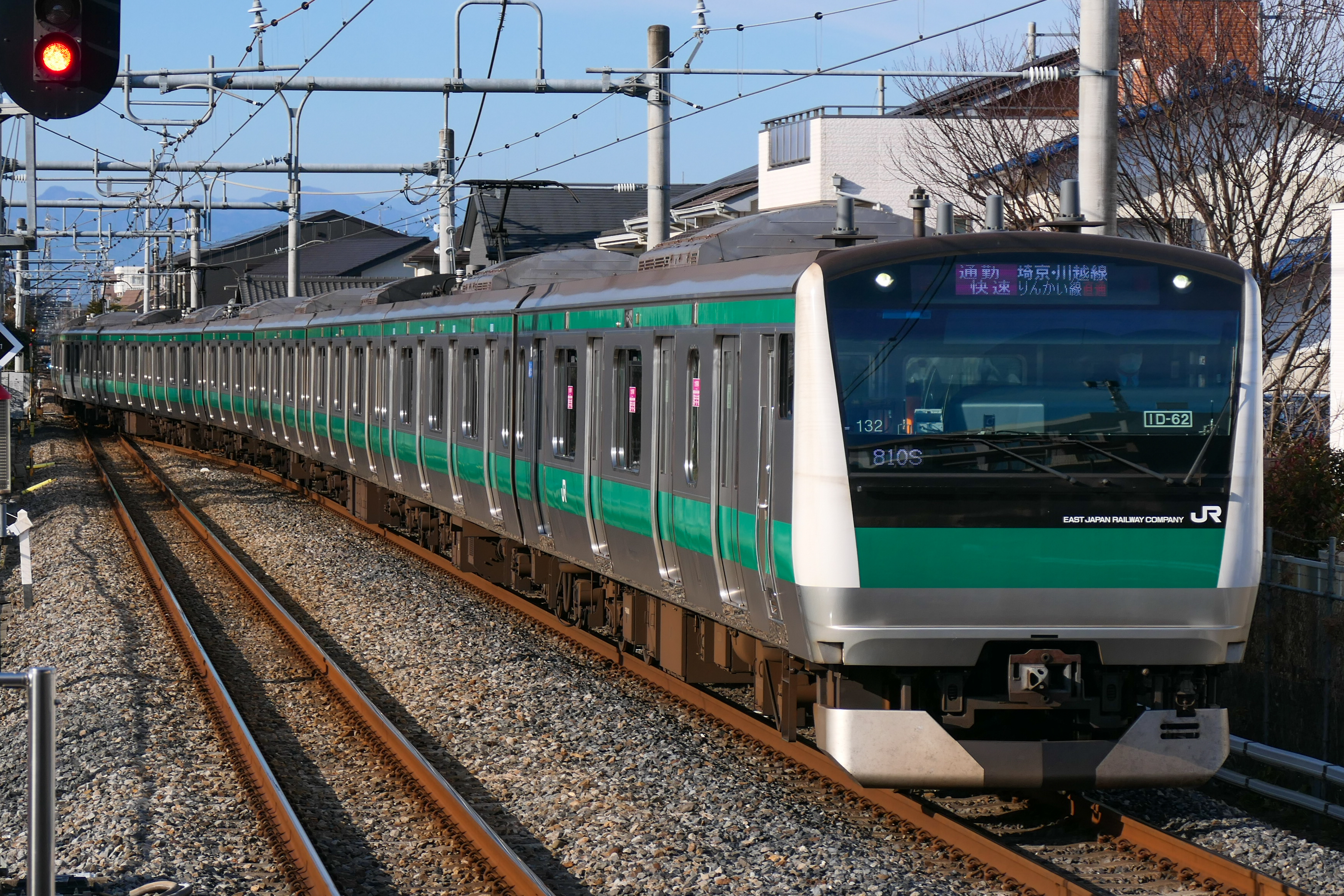
E233系7000番台（2022年1月27日）
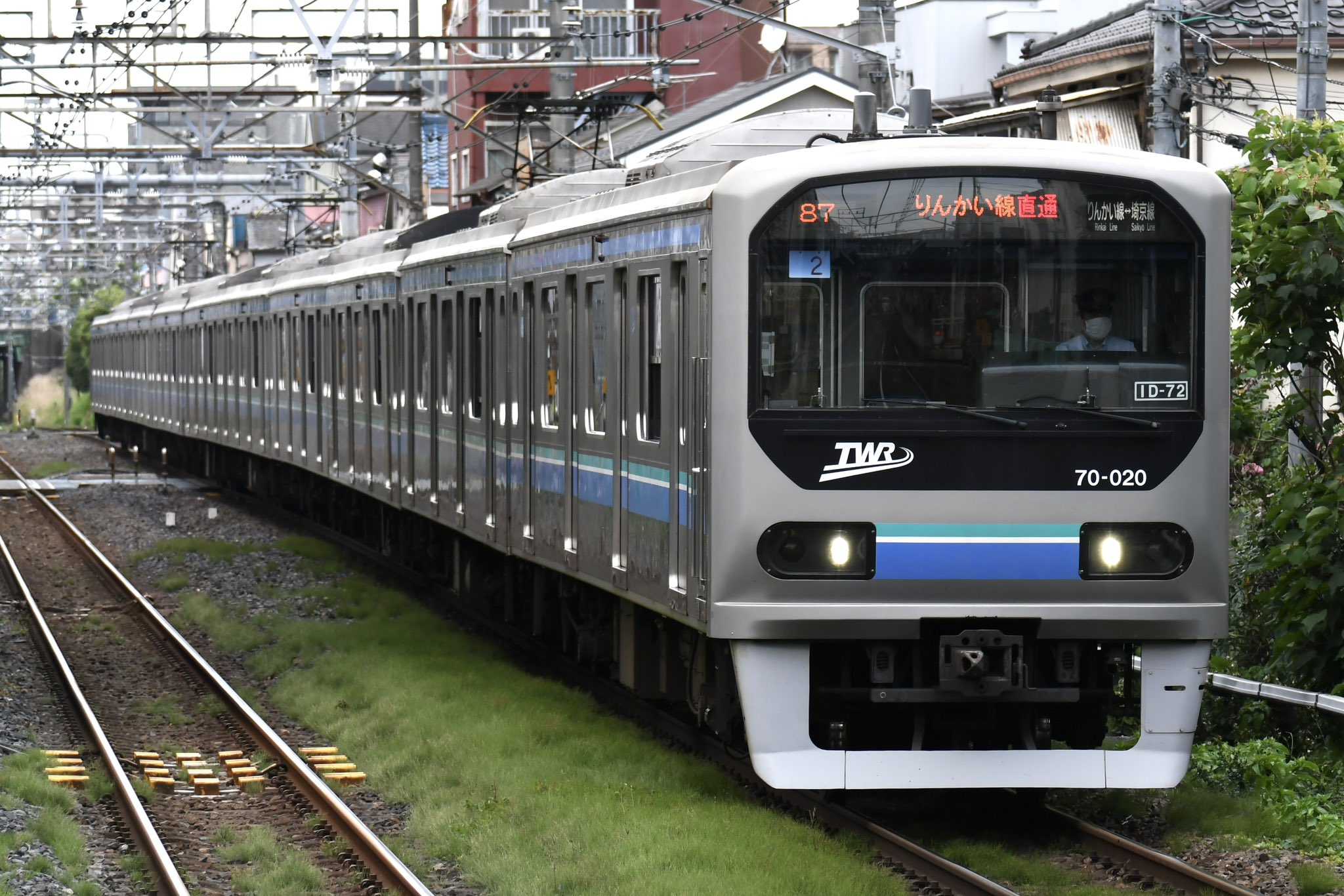
東京臨海高速鉄道70-000形（2023年6月16日）
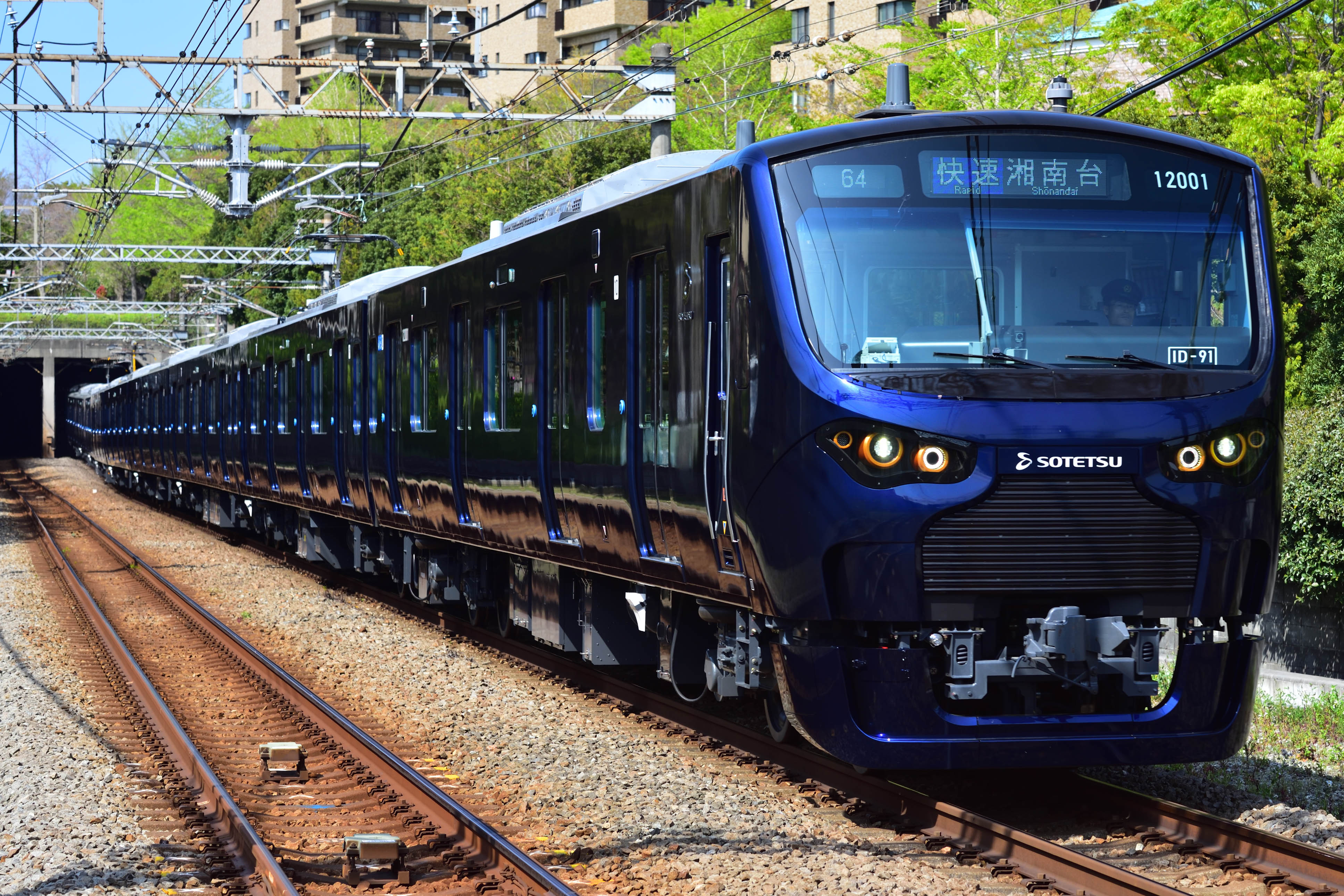
相鉄12000系（2019年4月20日）
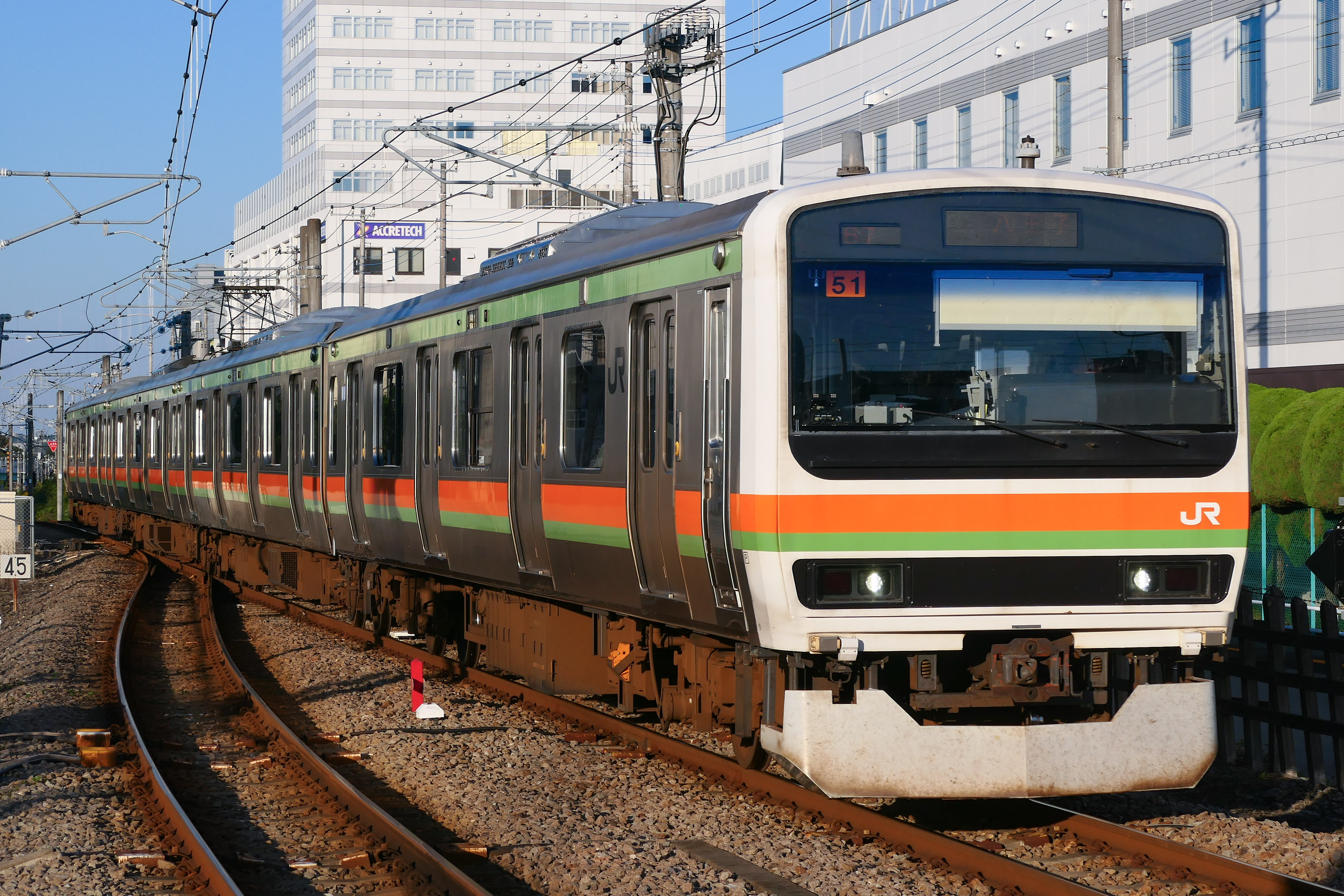
209系3500番台
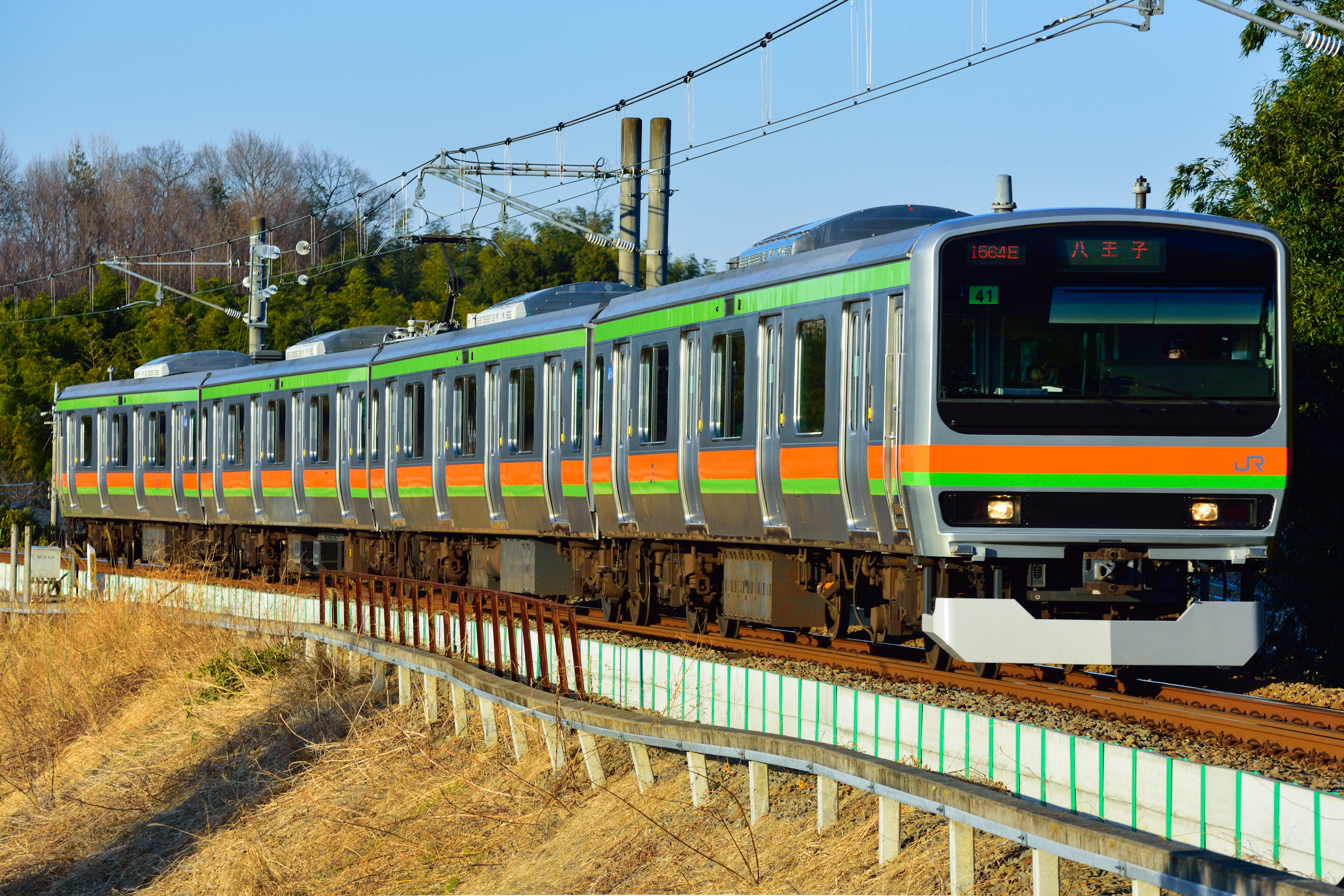
E231系3000番台

### 過去の使用車両

#### 機関車
9600形蒸気機関車
開業時より1969年9月まで客車列車・貨物列車の牽引に使用された。
DE10ディーゼル機関車
蒸気機関車の置き換えで投入した。電化後の1986年まで運用された。
これらの運用は、隅田川駅 - 大宮経由高麗川駅間の貨物列車が主だが、東武東上線の貨物中継列車も川越駅構内で行っており貨車のほかに東武の新車輸送（ナニワ工機製の一部富士重工業製が主だった）も行っていて、旧78系と8000系初期車がこれにあたり電化前からも（機関車牽引ながら）電車が走っていたことになる。1970年代には中継輸送が消滅し、東武車の引き渡しは下板橋駅と川越駅から熊谷貨物ターミナル駅へ統合した。そして、高麗川セメント輸送も八高線を残して電化した都合から1986年ですべて廃止した。川越線からは機関車が消えた。

#### 気動車
キハ42000形・キサハ40800形
キハ10系の登場前に使用されていた。
キハ44500形→キハ15形
新製当初に配置された。
キハ10系
キハ20系
キハ35系
通勤輸送の増加に伴い、1964年からキハ10系・キハ20系に代わり、大宮機関区配置として1985年9月の電化まで使用された。当初は両運転台のキハ30形を投入し、のちに関西本線の電化で転入したキハ35形や、塩害多発の千葉地区で使用されていたオールステンレス車体のキハ35形900番台も千葉地区電化で転入して使用された。1972年10月から高崎第一機関区（現・ぐんま車両センター）に転属し、八高線と共通運用となった。さらに全国の非電化路線からも電化開業や、キハ40系列（40・47・48形）などへの置き換えによる捻出で転入してきた。新潟地区用キハ35形500番台も1984年の弥彦・越後線電化で新潟運転所（現・新潟車両センター）から転入し川越線でも電化されるまで使用された。
東京に近い場所にありながら1980年代まで非電化であり、路線起点駅の大宮に隣接して大宮工場（現在の大宮総合車両センター）があることから、川越線では相模線と並んで気動車の試験運転が多く実施された。キハ44000形・キハ81系・キハ391系が新造直後の試運転で川越線に入線している。

#### 電車
103系
電化時に埼京線との直通運転用の10両編成と、線内折り返し運転用の3両編成の3000番台が投入され、1996年に4両編成の3500番台が投入された。いずれも塗装は黄緑6号（ウグイス色）であった。
10両編成は主に赤羽線・山手線からの転入車で、全車ATCを搭載していた。注目は、非冷房の電動車（モハ）ユニットで最後まで冷房化されなかった900番台車と赤羽線10両編成化と山手線増発用の最終グループで落成したランボードが201系タイプで塗屋根といった車両があった。山手線が205系化されると、増発で転入した編成中5・6号車のMMユニットが冷房車という編成が登場した。205系が投入されると、車両単位で冷房車が非冷房車の比率が高い線区への転出を優先させたこともあり短期間ながら制御車（クハ）以外は全て廃車予定の非冷房車で固められた編成も存在した。1990年12月まで使用された。
3000番台は仙石線で使用していた72系アコモデーション改良車を103系に改造した車両で、電化開業当初の約10年程度は3両編成と4両編成が混在していたが、1996年以降は全編成が4両編成となった。最後に残った1編成は2005年10月2日にさよなら運転を兼ねて運転された「川越線電化20周年記念号」を最後に定期運用から外れ予備車となり、故障車の代走で12日に走行し、これを最後に廃車となった。一時期は0番台の3両編成や3000番台に0番台のサハ103を組み込んだ4両編成も存在していたことがある。
3500番台は1996年3月の八高線一部電化にあわせて4両編成1本が改造されたもので、川越線でも使用された。2005年3月に運用を終了している。
205系0番台
埼京線との直通運転用の10両編成が、1989年7月1日から投入されていた。1990年12月1日に103系の運用を終了し、全電車が205系での運行になった。E233系7000番台への置き換えが進み、2014年3月以降は全車4扉車の予備編成である第28編成のみが運用されていたが、2016年10月27日に運用を終了した。埼京線の車体色である緑（■）の帯が巻かれていた。2002年から2014年2月までは、6扉車を2両連結した編成も存在した。
205系3000番台
山手線からの転用・改造車。2018年7月に運用を終了した。
209系3000番台
1996年に4両編成4本が投入された。2019年2月に運用を終了した。
209系3100番台
東京臨海高速鉄道70-000形から改造（一部新造）され、2005年に4両編成2本が導入された。2021年12月に運用を終了、2022年3月のダイヤ改正に伴う川越・八高線におけるワンマン運転開始に伴い引退した。
201系
車両不足の関係で一時的に西部区間での運用に使用されており、以前から川越線乗り入れを見越していたためか「川越」などの行き先表示もあった。
115系300番台
2013年運転の臨時快速「おさんぽ川越号」（新習志野駅 - 川越駅）にて使用。6両編成、豊田車両センター所属。
E531系
2014年運転の臨時快速「おさんぽ川越号」（土浦駅 - 川越駅）にて使用。5両編成、勝田車両センター所属。
E231系1000番台
臨時快速「おさんぽ川越号」（新習志野駅 - 川越駅）にて使用。5両編成、小山車両センター所属。
651系0番台
臨時快速「ぶらり川越号」（日立駅 - 川越駅）にて使用。7両編成、勝田車両センター所属。

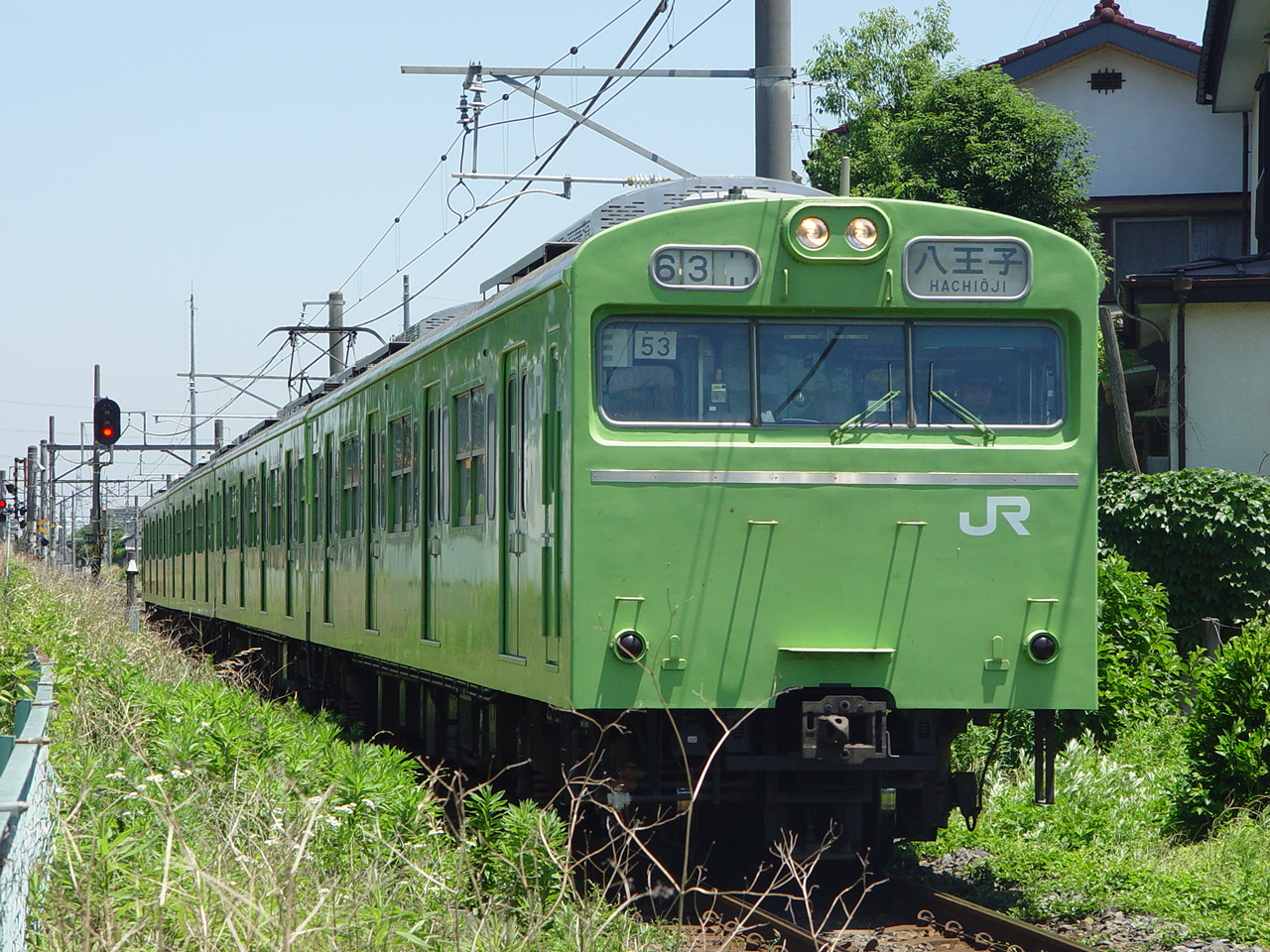
103系3000番台（2004年6月5日）
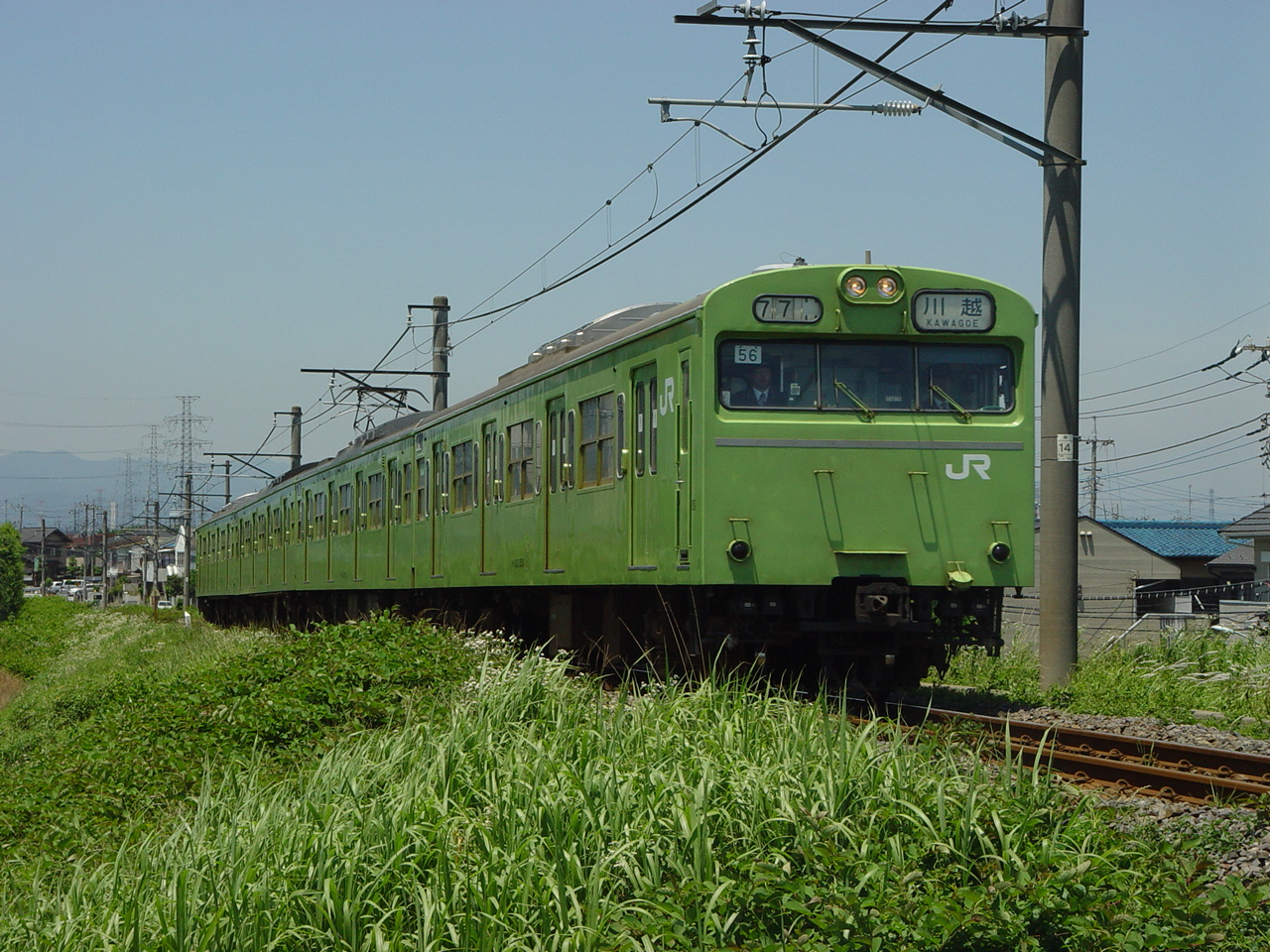
103系3500番台（2004年6月5日）
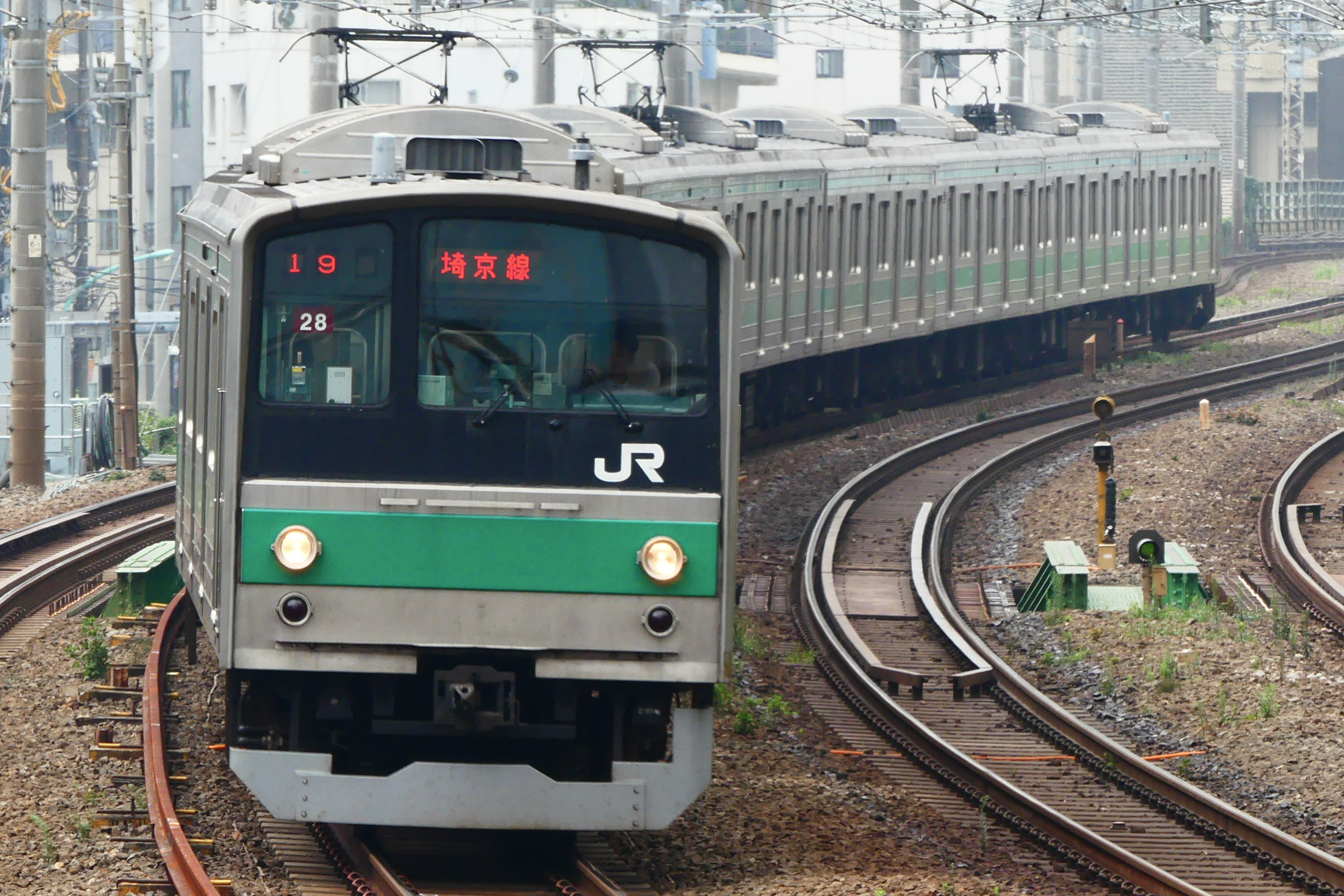
205系0番台（2016年9月27日）
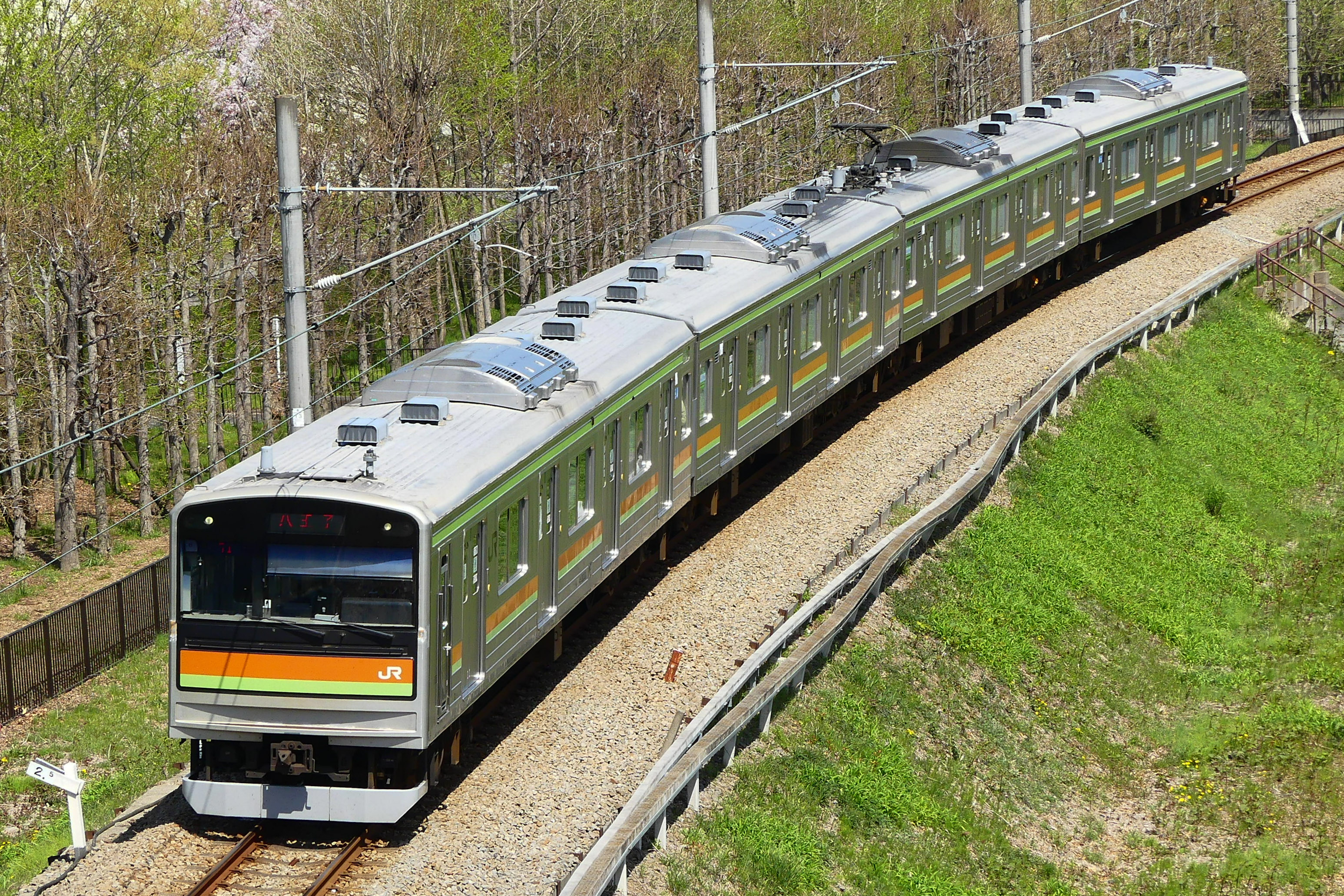
205系3000番台（2017年4月16日）
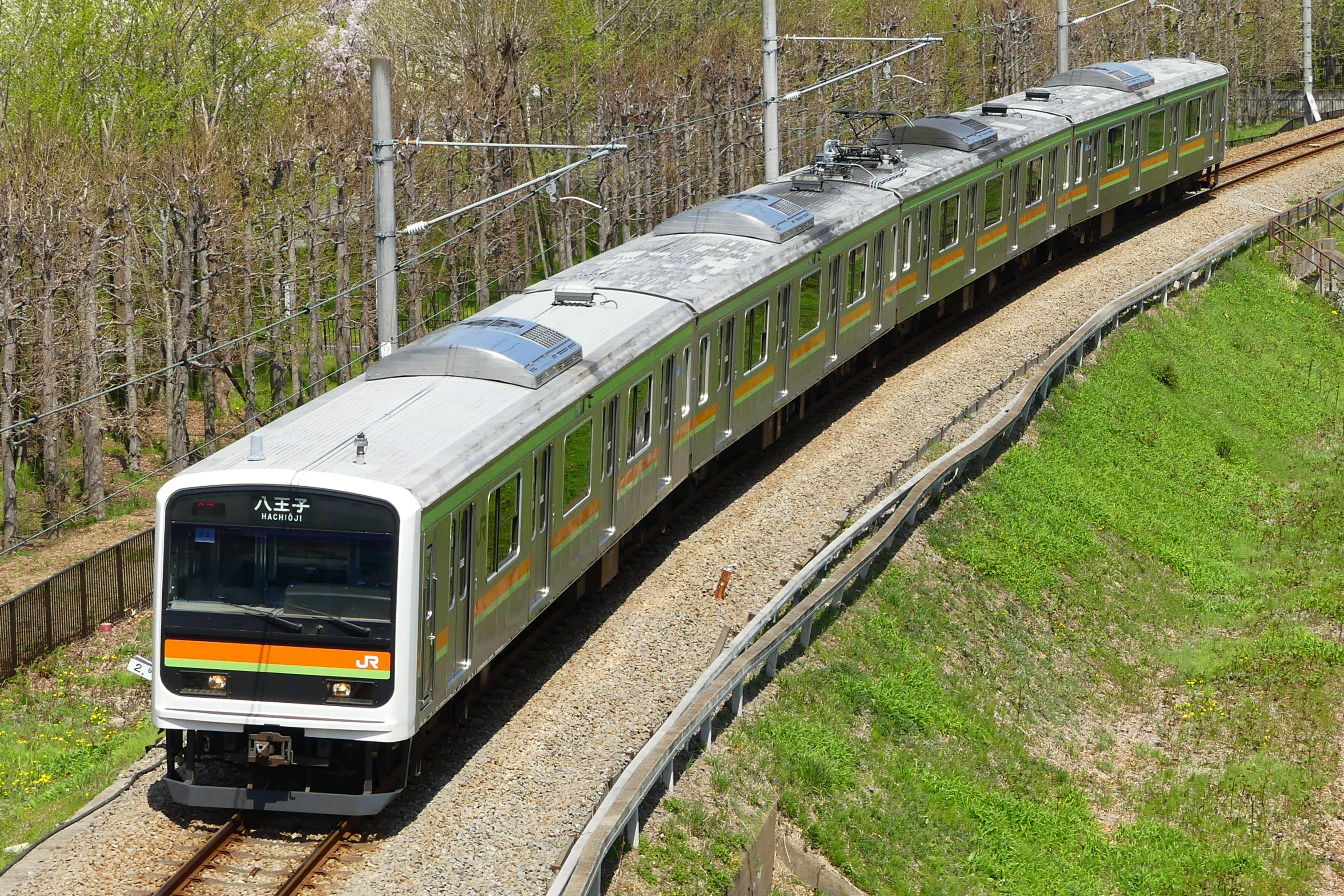
209系3000番台（2017年4月16日）
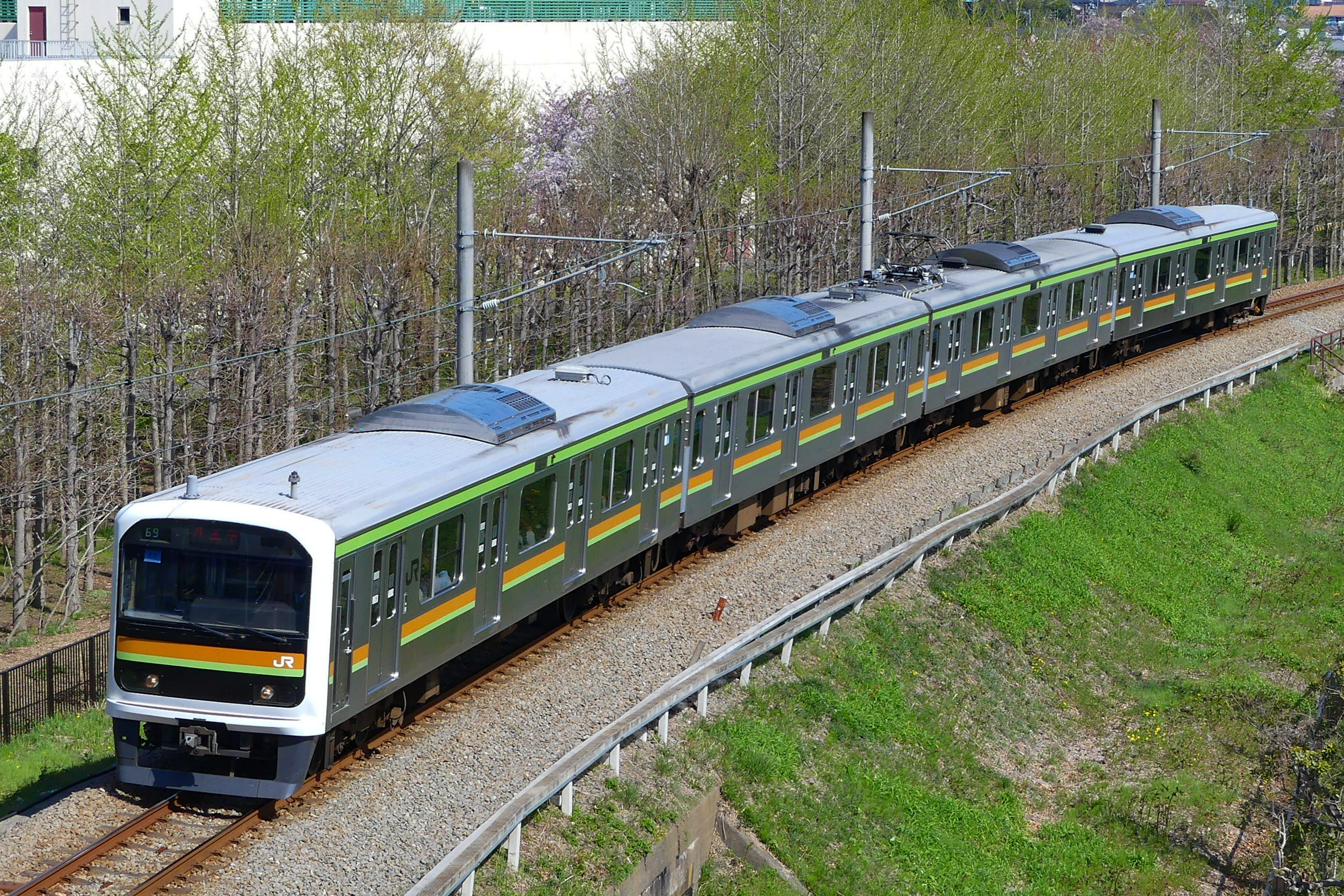
209系3100番台（2017年4月16日）

## 沿線概況

### 大宮駅 - 川越駅間
川越線の始発駅にあたる大宮駅では、埼京線と直通運転をしているため、同線と共用の地下ホームに発着する。大宮駅を出ると、しばらく地下を走行し、鉄道博物館の横で地上に出る。トンネルの開口部は、かつての高崎線直通計画の名残で、複々線規格で造られている。
1985年（昭和60年）の電化以前は、大宮駅の地上ホーム（現在の11番線・12番線）から発着していた。現在の11番線は主に湘南新宿ラインから宇都宮線・高崎線へ直通する列車の着発で使用されるが、12番線は非電化のままで定期列車での使用はない。現在、地上ホームから発着する川越線定期列車は設定されていないが、レールはつながっており、快速「ぶらり川越号」や「おさんぽ川越号」などの臨時列車や工事列車などで使用されている。
トンネルを出ると左手に鉄道博物館を見ながら右手の高崎線とともに北上し、左手から交差する新幹線の高架下をくぐる地点で、大宮駅地上ホームとの連絡線が合流して国道17号大成跨線橋わきの築堤をくぐる。非電化時代は高崎線とともに橋の下をくぐっていたが、電化・複線化によりルートが変更された。直進する高崎線から大きく左に分かれ、右手につばさ小学校を見ながら市街地を進み、日進駅に着く。
日進駅からは単線となる。日進の市街地を下り勾配で直進し、鴨川橋梁を渡り、右手に宮前中学校、左手に佐川急便さいたま店を見送ると、宮前インターチェンジの下を過ぎて西大宮バイパスとしばらく並行し、西大宮駅に到着する。
西大宮駅を出ると住宅地の中を掘り割りで通り、指扇駅に至る。指扇駅を出ると川越線は緩やかに左（南）にカーブしながら築堤を上って、埼玉県道2号さいたま春日部線の上を越え、長い荒川橋梁で荒川や河川敷のゴルフ場を渡りきると築堤を下りながら、一面の田園風景の中を右（西）へカーブし、川越車両センターへの出入庫線が左に別れ、左手に広大な車両基地を眺めながら南古谷駅に着く。
南古谷駅を出ると、右手にウニクス南古谷を見送り、再び田園風景の中をほぼ真西へ一直線に進む。国道254号富士見川越バイパスの陸橋の下をくぐり、左手の砂中学校を見送ると、新河岸川を渡って川越市街に入る。右（北）にカーブしながら東武東上線の下と、川越街道と国道16号が交差する新宿町北の交差点直下を続けてトンネルでくぐり、間もなく東武東上線の西側に並び、川越駅に至る。

### 川越駅 - 高麗川駅間
川越駅を出ると東武東上線と並行し、西武新宿線を越え、東上線川越市駅手前で左方向へカーブし東上線と別れる。そのまま住宅地帯を直進し、埼玉県道15号川越日高線をくぐると左へカーブ。埼玉県道160号川越北環状線の高架をくぐり、埼玉県道15号川越日高線と並行する。しばらくすると西川越駅に到着する。すぐに踏切を超え入間川を渡るため傾斜を登る。入間川の橋梁では前述の県道の初雁橋を左手に、東武東上線の橋梁を右手に見る。橋を渡ると傾斜を下り住宅地をゆるい左カーブで過ぎ東京国際大学を左手に見る。少し直進し埼玉県道114号川越越生線を渡ると的場駅。的場駅を出ると直進区間となり、関越自動車道をくぐって左手に霞が関小学校を見て小畔川を越えると笠幡駅に至る。
再び直線が続き日高市に入る。首都圏中央連絡自動車道をくぐり左へ緩くカーブし日高バイパスを越え国道407号を渡るとすぐに武蔵高萩駅へ。武蔵高萩駅を出ると直線区間が続き、南に大きくカーブして八高線と合流して、川越線の終点・高麗川駅に至る。

## データ

### 路線データ
- 路線距離（営業キロ）：30.6 km
- 管轄（事業種別）：東日本旅客鉄道（第一種鉄道事業者）
- 軌間：1,067 mm
- 駅数：11（起終点駅を含む）
  - 川越線所属駅に限定する場合、東北本線所属の大宮駅、八高線所属の高麗川駅[18]が除外され、9駅となる。
- 複線区間：大宮駅 - 日進駅間
  - 単線区間での交換可能駅：西川越駅と笠幡駅を除く全駅
  - 大宮駅 - 高麗川駅間30.6 kmのうち、1985年に大宮駅 - 日進駅間3.7 kmのみが複線化された一方、2021年現在に至るまで、9割近い区間が単線となっている。
  - 単線区間のうち日進駅 - 川越駅間（4駅間）は、日本の三大都市圏の鉄道路線の中で、単線区間における利用者数（通過人員数）の上位1 - 4位を独占している状況であり、同程度の通過人員がありながら単線である区間は、他に例がない[19]。一方で、JR東日本は「現在の利用状況から、現状設備で十分に対応でき、沿線でのまちづくりを踏まえたとしても、複線化が必要な状況ではない」との立場を示し、埼玉県が設置を呼び掛けた川越線複線化に関する協議会への参加も拒否した[20]。
  - 沿線のさいたま市・川越市・日高市・飯能市の4市は、「JR川越線整備促進協議会」を組織し、複線化・増発を要望している[21]。
- 電化区間：全線（直流1,500 V）
  - 1985年に全線が電化された。
- 閉塞方式
  - 大宮駅 - 川越駅間：自動閉塞式
  - 川越駅 - 高麗川駅間：特殊自動閉塞式（軌道回路検知式）
- 保安装置：ATS-P
- 最高速度
  - 大宮駅 - 川越駅間：95 km/h
  - 川越駅 - 高麗川駅間：85 km/h
- 運転指令所：東京総合指令室
  - 準運転取扱駅（入換時は駅が信号を制御）：南古谷駅
- 列車運行管理システム：東京圏輸送管理システム (ATOS)  大宮駅 - 武蔵高萩駅間
- 車両基地：川越車両センター（南古谷駅）
- 大都市近郊区間：全線（東京近郊区間）
- IC乗車カード対応区間：全線（Suicaの首都圏エリア）

大宮駅 - 武蔵高萩駅間が大宮支社、高麗川駅が八王子支社の管轄であり、武蔵高萩駅 - 高麗川駅間に支社境界がある。

### 利用状況

#### 平均通過人員の推移
各年度の区間別の1日当たり平均通過人員および旅客運輸収入は下表のとおりである。2017年度（平成29年度）の平均通過人員は、大宮駅 - 川越駅間が88,962人であり、外房線の千葉駅 - 茂原駅間（86,013人）やJR西日本の桜島線（87,913人）と同程度である。川越駅 - 高麗川間は19,587人であり、八高線の八王子駅 - 高麗川駅間（20,610人）やJR西日本の可部線（17,690人）と同程度である。川越駅以東、川越駅以西ともに、電化の翌々年度にあたる1987年度（昭和62年度）から1997年度（平成9年度）ごろまでに乗客が急増し、その後も緩やかに増加している。
| 年度                   | 平均通過人員（人/日） | 平均通過人員（人/日） | 平均通過人員（人/日） | 旅客運輸収入（百万円） | 出典   |
| 年度                   | 全線                  | 大宮 - 川越           | 川越 - 高麗川         | 旅客運輸収入（百万円） | 出典   |
| ---------------------- | --------------------- | --------------------- | --------------------- | ---------------------- | ------ |
| 1987年度（昭和62年度） | 30,295                | 53,028                | 12,050                |                        | [ 25 ] |
| 1992年度（平成04年度） | 47,411                | 75,286                | 16,459                |                        | [ 25 ] |
| 1997年度（平成09年度） | 51,746                | 81,949                | 18,211                |                        | [ 25 ] |
| 2002年度（平成14年度） | 51,783                | 82,327                | 17,869                |                        | [ 25 ] |
| 2007年度（平成19年度） | 55,328                | 87,950                | 19,112                |                        | [ 25 ] |
| 2008年度（平成20年度） | 55,716                | 88,508                | 19,306                |                        | [ 26 ] |
| 2009年度（平成21年度） | 54,741                | 86,879                | 19,055                |                        | [ 26 ] |
| 2010年度（平成22年度） | 53,889                | 85,495                | 18,795                |                        | [ 26 ] |
| 2011年度（平成23年度） | 52,952                | 84,215                | 18,244                |                        | [ 26 ] |
| 2012年度（平成24年度） | 53,659                | 85,105                | 18,742                |                        | [ 26 ] |
| 2013年度（平成25年度） | 54,764                | 86,807                | 19,185                |                        | [ 23 ] |
| 2014年度（平成26年度） | 54,160                | 85,857                | 18,966                |                        | [ 27 ] |
| 2015年度（平成27年度） | 55,523                | 88,083                | 19,371                |                        | [ 28 ] |
| 2016年度（平成28年度） | 55,729                | 88,483                | 19,360                | 6,494                  | [ 29 ] |
| 2017年度（平成29年度） | 56,088                | 88,962                | 19,587                | 6,575                  | [ 23 ] |
| 2018年度（平成30年度） | 56,191                | 89,062                | 19,694                | 6,629                  | [ 30 ] |
| 2019年度（令和元年度） | 55,962                | 88,600                | 19,722                | 6,532                  | [ 31 ] |
| 2020年度（令和02年度） | 40,608                | 64,296                | 14,306                | 4,500                  | [ 32 ] |
| 2021年度（令和03年度） | 45,372                | 71,629                | 16,217                | 5,154                  | [ 33 ] |
| 2022年度（令和04年度） | 49,242                | 77,625                | 17,727                | 5,714                  | [ 34 ] |
| 2023年度（令和05年度） | 51,507                | 81,312                | 18,412                | 6,074                  | [ 35 ] |

#### 各駅間の平均通過人員
2015年に実施された「第12回大都市交通センサス」による各駅間の1日当たり通過人員は、下表の通り。大宮駅に近づくにつれ通過人員が多くなり、高麗川駅に近づくほど通過人員が少なくなる傾向にある。
日進駅 - 西大宮駅間の通過人員（99,184人/日）は、第12回大都市交通センサスの対象地域である三大都市圏の鉄道路線のうち、単線区間としては最も人数が多い。また、西大宮駅 - 指扇駅間（87,113人/日）、指扇駅 - 南古谷駅間（74,956人/日）、南古谷駅 - 川越駅間（66,959人/日）の各駅間は、調査時点では第4 - 6位、東武野田線の高柳駅 - 六実駅間（91,029人/日）と逆井駅 - 高柳駅間（88,673人/日）が2019年末に複線化されて以降は、第2 - 4位を占める。すなわち、日本の三大都市圏において、川越線の日進駅 - 川越駅ほどの通過人員でありながら、単線である区間は、他に存在しない。
大宮駅 - 日進駅間が複線化された1985年以降、川越線の日進駅 - 川越駅間より通過人員の多い東武野田線の岩槻駅 - 春日部駅間や六実駅 - 馬込沢駅間（1989年 - 2004年）のみならず、より通過人員の少ない西武新宿線の狭山市駅 - 南大塚駅間（1989年 - 1991年）、西日本旅客鉄道（JR西日本）福知山線の新三田駅 - 篠山口駅間（1996年 - 1997年）、奈良線の京都駅 - JR藤森駅間（2001年）、嵯峨野線の京都駅 - 園部駅間（1989年 - 2010年）、東武伊勢崎線の羽生駅 - 川俣駅間（1992年）などの区間が複線化された。一方で川越線は、2023年時点でも複線化の予定がない。
| 区間                    | 距離 (km) | 定期券利用者数（人/日） | 定期券利用者数（人/日） | 普通券利用者数（人/日） | 普通券利用者数（人/日） | 合計（人/日） |
| 区間                    | 距離 (km) | 上り                    | 下り                    | 上り                    | 下り                    | 合計（人/日） |
| ----------------------- | --------- | ----------------------- | ----------------------- | ----------------------- | ----------------------- | ------------- |
| 大宮駅 - 日進駅間       | 3.7       | 41,426                  | 41,426                  | 16,857                  | 16,885                  | 116,594       |
| 日進駅 - 西大宮駅間     | 2.6       | 35,260                  | 35,260                  | 14,235                  | 14,429                  | 99,184        |
| 西大宮駅 - 指扇駅間     | 1.4       | 30,980                  | 30,980                  | 12,520                  | 12,633                  | 87,113        |
| 指扇駅 - 南古谷駅間     | 4.7       | 26,633                  | 26,633                  | 10,774                  | 10,916                  | 74,956        |
| 南古谷駅 - 川越駅間     | 3.7       | 23,315                  | 23,315                  | 9,871                   | 10,098                  | 66,599        |
| 川越駅 - 西川越駅間     | 2.6       | 8,955                   | 8,955                   | 4,202                   | 4,156                   | 26,268        |
| 西川越駅 - 的場駅間     | 2.2       | 6,454                   | 6,454                   | 3,701                   | 3,806                   | 20,415        |
| 的場駅 - 笠幡駅間       | 2.9       | 5,661                   | 5,661                   | 3,199                   | 3,172                   | 17,693        |
| 笠幡駅 - 武蔵高萩駅間   | 3.2       | 3,806                   | 3,806                   | 2,660                   | 2,610                   | 12,882        |
| 武蔵高萩駅 - 高麗川駅間 | 3.6       | 2,105                   | 2,105                   | 2,195                   | 2,116                   | 8,521         |

## 駅一覧
- 川越駅では大宮方面と高麗川方面はそれぞれ乗換が必要となる。なお、一部早朝に、川越車両センターからの出庫のため南古谷始発高麗川方面電車が存在する。
- 埼京線内で快速・通勤快速となる電車も含め、川越線内では全電車とも運転区間内の全駅に停車。
- 大宮駅の東日本旅客鉄道の路線名は運転系統上の名称（正式路線名とは異なる）。
- 線路 … ||：複線、∨：ここから下は単線、◇・｜：単線（◇は列車交換可能）
- 全駅埼玉県内に所在。

### 大宮駅 - 川越駅間
| 駅名         | 駅間 営業キロ | 累計 営業キロ | 累計 営業キロ | 接続路線・備考 | 線路                                                              | 所在地                                                            | 所在地                                                            |
| 駅名         | 駅間 営業キロ | 大宮 から     | 大崎 から     | 接続路線・備考 | 線路                                                              | 所在地                                                            | 所在地                                                            |
| ------------ | ------------- | ------------- | ------------- | --- | ----------------------------------------------------------------- | ----------------------------------------------------------------- | ----------------------------------------------------------------- |
| 直通運転区間 | 直通運転区間  | 直通運転区間  | 直通運転区間  | 大宮駅から 埼京線経由 りんかい線 新木場駅まで 相鉄線 海老名駅まで | 大宮駅から 埼京線経由 りんかい線 新木場駅まで 相鉄線 海老名駅まで | 大宮駅から 埼京線経由 りんかい線 新木場駅まで 相鉄線 海老名駅まで | 大宮駅から 埼京線経由 りんかい線 新木場駅まで 相鉄線 海老名駅まで |
| 大宮駅       | -             | 0.0           | 36.9          | 東日本旅客鉄道： 埼京線（JA 26）（直通運転）・ 東北新幹線・山形新幹線・秋田新幹線・北海道新幹線・上越新幹線・北陸新幹線・ 京浜東北線（JK 47）・ 宇都宮線・ 高崎線・上野東京ライン（JU 07）・ 湘南新宿ライン（JS 24） 東武鉄道： 野田線（東武アーバンパークライン）（TD-01） 埼玉新都市交通： 伊奈線（ニューシャトル）（NS01） | \|\|                                                              | さいたま市                                                        | 大宮区                                                            |
| 日進駅       | 3.7           | 3.7           | 40.6          | | ∨                                                                 | さいたま市                                                        | 北区                                                              |
| 西大宮駅     | 2.6           | 6.3           | 43.2          | | ◇                                                                 | さいたま市                                                        | 西区                                                              |
| 指扇駅       | 1.4           | 7.7           | 44.6          | | ◇                                                                 | さいたま市                                                        | 西区                                                              |
| 南古谷駅     | 4.7           | 12.4          | 49.3          | | ◇                                                                 | 川越市                                                            | 川越市                                                            |
| 川越駅       | 3.7           | 16.1          | 53.0          | 東武鉄道： 東上線（TJ-21） 西武鉄道： 新宿線 …本川越駅（SS29） | ◇                                                                 | 川越市                                                            | 川越市                                                            |

### 川越駅 - 高麗川駅間
| 駅名       | 駅間 営業キロ | 累計 営業キロ | 累計 営業キロ | 接続路線・備考                                                             | 線路 | 所在地 |
| 駅名       | 駅間 営業キロ | 大宮 から     | 八王子 から   | 接続路線・備考                                                             | 線路 | 所在地 |
| ---------- | ------------- | ------------- | ------------- | -------------------------------------------------------------------------- | ---- | ------ |
| 川越駅     | -             | 16.1          | 45.6          | 東武鉄道： 東上線（TJ-21） 西武鉄道： 新宿線 …本川越駅（SS29）             | ◇    | 川越市 |
| 西川越駅   | 2.6           | 18.7          | 43.0          |                                                                            | ｜   | 川越市 |
| 的場駅     | 2.2           | 20.9          | 40.8          |                                                                            | ◇    | 川越市 |
| 笠幡駅     | 2.9           | 23.8          | 37.9          |                                                                            | ｜   | 川越市 |
| 武蔵高萩駅 | 3.2           | 27.0          | 34.7          |                                                                            | ◇    | 日高市 |
| 高麗川駅   | 3.6           | 30.6          | 31.1          | 東日本旅客鉄道：■八高線（八王子駅方面と直通運転あり）・■八高線（高崎方面） | ◇    | 日高市 |

2022年度の時点で、上記全駅がJR東日本自社による乗車人員集計の対象となっている。

## 今後の予定

### 南古谷駅橋上化
2018年度より南古谷駅周辺地区都市再生整備計画が交付され、2027年度までに南古谷駅橋上化・北口広場新設・南口広場再整備、周辺道路の整備として都市計画道路・南古谷伊佐沼線、市道0039号線の整備が盛り込まれ、事業が進められている。
自由通路は2027年度末までの供用開始を目指している。

### ホームドア整備（大宮駅 - 川越駅間）
JR東日本によって大宮駅 - 川越駅間のホームドア整備が行われる。2032年度末までの予定。

### 荒川橋梁 架け替え工事
荒川水系河川整備計画 （2016年3月策定、2020年9月変更）に基づき、荒川では荒川第二・第三調節池の整備が進められており、このうち第二調節池の整備区間にある川越線の荒川橋梁付近では、橋梁付近での堤防の嵩上げと、荒川橋梁の架換えが予定されている（事業期間：2008年度 - 2030年度）。
これに対し、2020年11月には、複線化仕様での架換えに関する検討の場として、国土交通省・さいたま市・川越市・埼玉県の4者を会員とし、JR東日本をオブザーバーとする「JR川越線荒川橋りょうの複線化仕様での架換えに関する協議会」が設置された。第1回協議会では、さいたま市と川越市がJR東日本に対して複線化の検討を要請する意向を示し、埼玉県は「地元市の意向が重要」との考え方を示したが、JR東日本の見解が、依然として「今あるまちづくりの計画を勘案しても複線化が必要な状況ではない一方で、将来、利用人員が増えたときには、複線化の検討の可能性はある」というものであることが確認された。